# Кампеан
Кампеан (порт. Campeã)  —  населённый пункт и район в Португалии,  входит в округ Вила-Реал. Является составной частью муниципалитета  Вила-Реал. По старому административному делению входил в провинцию Траз-уж-Монтиш и Алту-Дору. Входит в экономико-статистический  субрегион Доуру, который входит в Северный регион. Население составляет 1627 человек на 2001 год. Занимает площадь 24,08 км².
Покровителем района считается Андрей Первозванный (порт. Santo André (até 1520: Santa Maria)).